# Organska kiselina
Organska kiselina je organsko jedinjenje sa svojstvima kiseline. Najzastupljenije organske kiseline su karboksilne kiseline, čija kiselost potiče od njihove karboksilne grupe . Sulfonske kiseline sadrže – grupu, i relativno su jake kiseline. Alkoholi mogu da deluju kao kiseline, ali su te kiseline veoma slabe. Relativna stabilnost konjugovane baze kiseline određuje njenu kiselost. Druge grupe takođe mogu da imaju svojstva kiselina, obično slabih, npr: tiolna grupa –, enolna grupa, i fenolna grupa. U biološkim sistemima, organska jedinjenja koja sadrže te grupe se generalno smatraju organskim kiselinama.
Primeri organskih kiselina:
- Mlečna kiselina
- Sirćetna kiselina
- Mravlja kiselina
- Limunska kiselina
- Oksalna kiselina
- Urična kiselina

## Karakteristike
Organske kiseline je generalno slaba kiselina i delimično se disociraju u vodi, za razliku od jakih mineralnih kiselina. Organske kiseline nižih molekulskih masa kao što je mravlja kiselina i limunske kiseline se mešaju sa vodom, dok su organske kiseline većih molekulskih masa, poput benzojeve kiseline, nerastvorne u molekulskoj (neutralnoj) formi.
Večina organskih kiselina je veoma rastvorna u organskim rastvaračima. p-Toluensulfonska kiselina je relativno jaka kiselina koja se često koristi u organskoj hemiji jer se rastvara u organskim reakcionim rastvaračima.

## Literatura
- Dibner, J. J.; Butin, P. (2002). „Use of organic acids as a model to study the impact of gut microflora on nutrition and metabolism”. J. Appl. Poultry Res. 11 (4): 453—463. Архивирано из оригинала 06. 03. 2011. г. Приступљено 15. 12. 2012.
- Patanen, K. H.; Mroz, Z. (1999). „Organic acids for preservation”.  Ур.: Block, S. S. Disinfection, sterilization & preservation (5th изд.). Philadelphia: Lea Febiger. ISBN 0-683-30740-1.
- Brul, S.; Coote, P. (1999). „Preservative agents in foods, mode of action and microbial resistance mechnismes”. Intl. J. Food Microbiology. 50 (1–2): 1—17. PMID 10488839.